# Ministerio de Defensa de Rusia
El Ministerio de Defensa de la Federación de Rusia (en ruso: Министерство обороны Российской Федерации) es un organismo estatal que tiene a su cargo la dirección de las Fuerzas Armadas de Rusia.
El ministro ruso de Defensa es el jefe nominal de todas las fuerzas armadas, sirviendo bajo el mando del presidente de Rusia, en los que la autoridad ejecutiva sobre los militares corresponde. En esta capacidad, el ministro ejerce la autoridad operativa día a día sobre las fuerzas armadas. El Estado Mayor General, el órgano ejecutivo del Ministerio de Defensa, ejecuta las instrucciones y órdenes del ministro de Defensa. El presidente de Rusia es el comandante en jefe. La Duma Estatal ejerce la autoridad legislativa en el Ministerio de Defensa a través del Gobierno de Rusia, que es nominalmente responsable de mantener las fuerzas armadas en el nivel adecuado de preparación.
El edificio principal del órgano, construido en la década de 1980, se encuentra en la plaza Arbátskaya, cerca de la calle Arbat. Otros edificios del ministerio se encuentran en la calle Vozdvízhenka, y en el terraplén Frúnzenskaya.
El 12 de mayo de 2024, Vladímir Putin anunció el relevo de Serguei Shoigu a Secretario del Consejo de Seguridad de Rusia, así reemplazando a Nikolai Pastruchev.
El actual ministro de defensa del país es Andréi Beloúsov.

## Lista de ministros de Defensa
| Foto | Foto | Nombre                | Rango militar                                   | Fecha de entrada        | Fecha de salida         | Presidente                     |
| ---- | ---- | --------------------- | ----------------------------------------------- | ----------------------- | ----------------------- | ------------------------------ |
| 1    |      | Konstantín Kobets     | Coronel General General de Ejército             | 20 de agosto de 1991    | 9 de septiembre de 1991 | Borís Yeltsin                  |
| 2    |      | Yevgueni Sháposhnikov | General del Ejército                            | 9 de septiembre de 1991 | 7 de mayo de 1992       | Borís Yeltsin                  |
| 3    |      | Borís Yeltsin         | Civil                                           | 16 de marzo de 1992     | 18 de mayo de 1992      | Él mismo                       |
| 4    |      | Pável Grachov         | General de Ejército                             | 18 de mayo de 1992      | 18 de junio de 1996     | Borís Yeltsin                  |
| 5    |      | Mijaíl Kolésnikov     | General de Ejército                             | 18 de junio de 1996     | 17 de julio de 1996     | Boris Yeltsin                  |
| 6    |      | Ígor Rodiónov         | Coronel General General del Ejército en reserva | 17 de julio de 1996     | 22 de mayo de 1997      | Borís Yeltsin                  |
| 7    |      | Ígor Serguéyev        | Mariscal de la Federación de Rusia              | 22 de mayo de 1997      | 28 de marzo de 2001     | Borís Yeltsin Vladímir Putin   |
| 8    |      | Serguéi Ivanov        | Coronel general en reserva                      | 28 de marzo de 2001     | 15 de febrero de 2007   | Vladímir Putin                 |
| 9    |      | Anatoli Serdiukov     | Civil                                           | 15 de febrero de 2007   | 6 de noviembre de 2012  | Vladímir Putin Dmitri Medvédev |
| 10   |      | Serguéi Shoigú        | General de Ejército                             | 6 de noviembre de 2012  | 12 de mayo de 2024      | Vladímir Putin                 |
| 11   |      | Andréi Beloúsov       | Civil                                           | 12 de mayo de 2024      | Actualidad              | Vladímir Putin                 |